# Литвинов, Вячеслав Георгиевич
Вячеслав Георгиевич Литвинов (род. 1 апреля 2001, Анапа, Краснодарский край) — российский футболист, защитник клуба «Сочи».

## Клубная карьера
Начал заниматься футболом в команде «Саук-Дере» (Саук-Дере), первый тренер — Валерий Асатуров. Воспитанник академии ФК «Краснодар». 29 июля 2019 года дебютировал в молодёжном первенстве в гостевой игре против «Рубина» (1:1). В сезонах 2018/19 — 2019/20 провёл в первенстве 36 игр, забил два гола. Сыграл 9 матчей в Юношеской футбольной лиге 2019/20. 10 марта 2020 года дебютировал в первенстве ФНЛ, сыграв полный матч против «Чертаново» (1:2) за «Краснодар-2». 9 августа сыграл за «Краснодар-3» в первенстве ПФЛ против «Биолога-Новокубанск» (1:0). В премьер-лиге впервые сыграл 31 октября 2020 года. В гостевом матче против «Ахмата» (0:2) отыграл весь матч, став первым полевым игроком — воспитанником академии клуба, дебютировавшим в чемпионате в стартовом составе.
14 июня 2023 года перешёл в «Сочи».

## Карьера в сборной
В августе — сентябре 2018 года сыграл 8 товарищеских матчей за сборную России до 18 лет под руководством Александра Кержакова.

## Статистика выступлений

### Клубная
| Выступление      | Выступление       | Выступление      | Лига | Лига | Кубки | Кубки | Еврокубки | Еврокубки | Итого | Итого |
| Клуб             | Лига              | Сезон            | Игры | Голы | Игры  | Голы  | Игры      | Голы      | Игры  | Голы  |
| ---------------- | ----------------- | ---------------- | ---- | ---- | ----- | ----- | --------- | --------- | ----- | ----- |
| Краснодар        | Премьер-лига      | 2020/21          | 2    | 0    | —     | —     | 0         | 0         | 2     | 0     |
| Краснодар        | Премьер-лига      | 2021/22          | 7    | 0    | 1     | 0     | —         | —         | 8     | 0     |
| Краснодар        | Премьер-лига      | 2022/23          | 18   | 0    | 8     | 2     | —         | —         | 26    | 2     |
| Краснодар        | Итого             | Итого            | 27   | 0    | 9     | 2     | 0         | 0         | 36    | 2     |
| → Краснодар-2    | ФНЛ / Первая лига | 2019/20          | 1    | 0    | —     | —     | —         | —         | 1     | 0     |
| → Краснодар-2    | ФНЛ / Первая лига | 2020/21          | 25   | 1    | —     | —     | —         | —         | 25    | 1     |
| → Краснодар-2    | ФНЛ / Первая лига | 2021/22          | 26   | 1    | —     | —     | —         | —         | 26    | 1     |
| → Краснодар-2    | ФНЛ / Первая лига | 2022/23          | 5    | 1    | —     | —     | —         | —         | 5     | 1     |
| → Краснодар-2    | Итого             | Итого            | 57   | 3    | —     | —     | —         | —         | 57    | 3     |
| → Краснодар-3    | ПФЛ               | 2020/21          | 1    | 0    | —     | —     | —         | —         | 1     | 0     |
| → Краснодар-3    | Итого             | Итого            | 1    | 0    | —     | —     | —         | —         | 1     | 0     |
| Сочи             | Премьер-лига      | 2023/24          | 10   | 0    | 2     | 0     | —         | —         | 12    | 0     |
| Сочи             | Итого             | Итого            | 10   | 0    | 2     | 0     | —         | —         | 12    | 0     |
| Всего за карьеру | Всего за карьеру  | Всего за карьеру | 95   | 3    | 11    | 2     | 0         | 0         | 106   | 5     |